# توروس روسلین
توروس روسلین (ارمنی: Թորոս Ռոսլին؛ زاده ۱۲۱۰ میلادی - درگذشته ۱۲۷۰ میلادی)، یکی از برجسته‌ترین نقاشان مینیاتور ارمنی در سده‌های میانه است.

## نگارگری ارمنی
بیشتر کتابهای ارمنی که با بهره جویی از هنر نقاشی، تزیین و تفسیر شده‌اند؛ موضوعاتی مذهبی دارند که در این میان انجیلها، مجموعهٔ دعاها و سرودهای مذهبی شمار بیشتری را به خود اختصاص داده‌اند. در فن کتابت و هنر خطاطی و نقاشی مینیاتور ارمنی باید درسالهای آغازین سده دوازدهم میلادی در تمدن کیلیکیه جستجو کرد.
خطاطی و خوشنویسی به دست هنرمندان این حوزه با استفاده از هنر نقاشی و ترکیب رنگ‌های متنوع، به ویژه رنگ طلایی با سبکی متفاوت به اوج خود رسید هنرمندان این دوره بانی شیوه‌های متفاوتی در بیان و تفسیر موضوعات بودند. ترسیم چارچوبی هلالی شکل بر پایهٔ چند ستون به صورت نمادی از محراب کلیسا، که دربرگیرندهٔ فهرست مندرجات، فصول و باب‌های انجیل است از مدت‌ها پیش در بسیاری از آثار کاتبان و هنرمندان مسیحی وجود داشت، اما تزیین آن با عناصری از تصاویر گیاهان و پرندگان از جمله ابداعات هنرمندان ارمنی این حوزه است. این جدول‌ها که «خوران» [Canon Table] نامیده می‌شوند به دلیل استفاده از نمادهای فرهنگ ارمنی در نوع خود منحصر به فردند. در مکتب کیلیکیه، تحولی خاص در ترسیم خوران‌ها شکل گرفت و این سبک از طراحی‌ها با ریزنگاره‌ها و جزئیات بیشتری همراه شدند. اشکال هندسی، پرندگان، حیوانات، شخصیت‌ها و تصویر تئاتر گونهٔ بخشی از یک رویداد، اساس تزیینات خوران‌های ترسیم شده در حوزهٔ این مکتب را تشکیل می‌دهند.
در میان هنرمندانی که در طول تاریخ حیات نقاشی مینیاتور و در منطقه پادشاهی ارمنی کیلیکیه، بین سال‌های ۱۰۸۰ تا ۱۳۷۵ میلادی، به خلق آثاری ماندگار پرداخته‌اند توروس روسلین، است. او از برجسته‌ترین شخصیت‌های این دوره محسوب می‌شود و آثار او مهم‌ترین جایگاه را در نقاشی کتاب‌های کیلیکیه و در فرهنگ ارمنی دورهٔ سده‌های میانه تا سده‌های عالی به خود اختصاص داده است.

## زندگی‌نامه

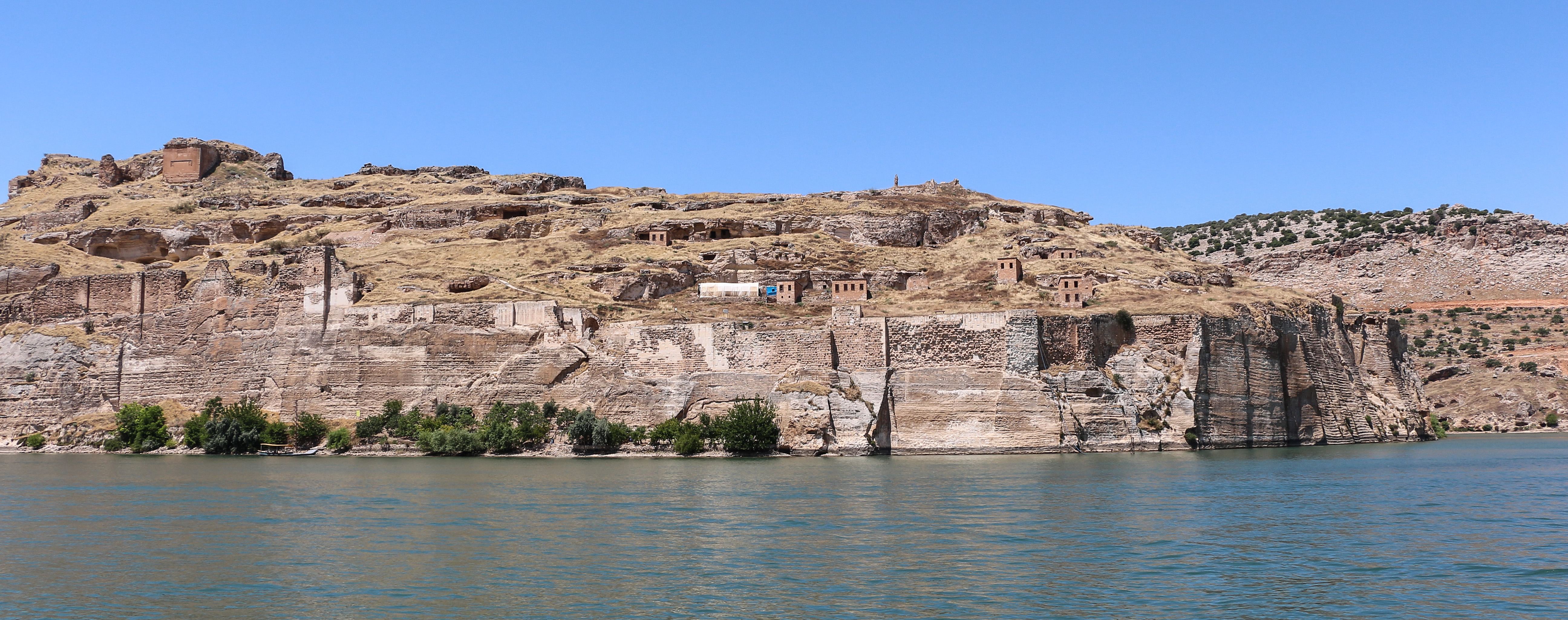
قلعه هرومکلا

دربارهٔ زندگی و سرگذشت روسلین اطلاع چندانی در دست نیست. بر پایهٔ یکی از نسخه‌های خطی برجای مانده از روسلین مکانی به نام هرومکلا
(بین سال‌های ۱۱۵۱–۱۲۹۲ میلادی، یکی از مراکز مهم مذهبی کلیسای حواری ارمنی بوده‌است) را محل خلق آثار خود عنوان کرده‌است.
در فرهنگ رایج کیلیکیه، القاب افراد شامل نام نسب خاندان آن‌ها می‌باشد و به مثابهٔ نام خانوادگی اشخاص به شمار می‌رفته. درطی سده‌های میانه و در محدودهٔ حکومت کیلیکیه فقط اشراف و نجیب زادگان می‌توانستند صاحب نام خانوادگی باشند، که احتمالاً روسلین نیز به خانواده‌ای از طبقهٔ اشراف تعلق داشته‌است.
لوون چوگاسزیان به بررسی ریشه‌های تاریخی خاندان روسلین پرداخته و پس از تحقیقات، روستایی به نام روسلین نزدیکی میدلودین در کشور اسکاتلند یافته‌است که قلعه و کلیسایی نیز به همین نام در آن وجود دارد.
مالکان این ناحیه از خاندانی موسوم به سین کلرس یا سنت کلرس و ملقب به روسلین بودند. اعضای خاندان مذکور در جنگ‌های صلیبی به منزلهٔ سرداران نظامی در جمع لشکریان صلیبی‌ها به نبرد پرداخته‌اند. بر اساس شجره نامه و اسناد خانوادهٔ روسلین در حدود ۱۰۹۶ میلادی، فردی از این خاندان به نام بارون هنری روسلین، که فرماندهی لشکری از صلیبیان را بر عهده داشته، در پی حوادثی وارد سرزمین کیلیکیه شده‌است و بارون هنری روسلین با دختری ارمنی ازدواج کرده و در محدودهٔ سرزمین کیلیکیه سکنا گزیده و به این ترتیب، نام خانوادگی او به توروس که شاید از نوادگان وی بوده منتقل شده باشد.
در مورد تاریخ آغاز فعالیت هُنری روسلین اندک است و در این مورد نیز نظرات متفاوتی مطرح شده‌است. اگر قدیمیترین اثر بر جای مانده از روسلین، یعنی انجیل زیتون، را مبنا قرار دهیم، در این صورت او در ۱۲۶۵ میلادی، که تاریخ پایان این اثر است، بین ۲۵ تا ۳۰ سال داشته‌است.

## زندگی‌نامه هنری

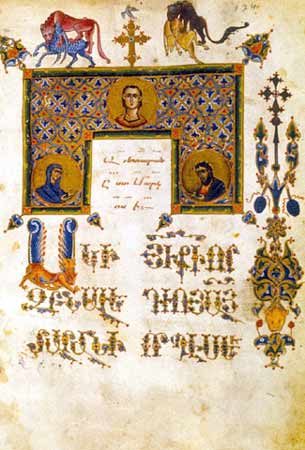
صفحه‌ای از انجیل زیتون متعلق به ۱۲۵۶ میلادی

توروس در مینیاتورهای خود به شیوهای متفاوت و پیشرفته در پیکرنگاری دست یافته و آثار او در این زمینه سرشار از عناصر جدایی ناپذیر فرهنگ ارمنی در دورهٔ مذکور است و در عین حال نشانه‌هایی از فرهنگ ساکنان حاشیهٔ دریای مدیترانه را نیز شامل می‌شود که بیانگر ارتباط‌های فرهنگی دولت کیلیکیه با اقوام همسایهٔ خود است. از روسلین هفت نسخهٔ خطی موجود است که با بهره جویی از هنر نقاشی مینیاتور و تذهیب آن‌ها را تزیین کرده‌است.
قدیمیترین اثر بر جای مانده از روسلین انجیلی تحت عنوان «زیتون» متعلق به ۱۲۵۶ میلادی است. او در این اثر نام خود را با عنوان «توروس»، ملقب به «روسلین»، آورده است. در این اثر روسلین درکشیدن تک چهره‌ها به سادگی روی آورده و چهره‌هایی که ترسیم کرده فارغ از هرگونه روش پیشرفته‌ای است و از سبک خاصی پیروی نمی‌کند. دست نوشته‌های این اثر با حاشیه‌ای از عناصر طبیعت و گیاهان تزیین شده‌اند و چهرهٔ نویسندگان انجیل‌های چهارگانه در صفحات آغازین مربوط به هر یک از آنها، موجود است. نگارگری با استفاده از خطوط قوی و به هم پیوستهٔ قلم مو که در نقطه‌ای خاص به پایان می‌رسند، از ویژگی‌های این اثر و از نخستین ابتکارات روسلین به شمار می‌رود.
اثر دیگر روسلین می‌توان به انجیلی با عنوان «سباستیا»، متعلق به ۱۲۶۲ میلادی، اشاره کرد. در این اثر با بهره‌گیری از ترکیب رنگ‌هایی خاص خود و سایه روشن‌های منحصر به فرد موفق به خلق شیوه‌ای نوین درکشیدن تک چهره و پیکرنگاری شده‌است. در این انجیل هم موضوع تولد مسیح، که ویژگیهای فراوانی را در خود جای داده، از جمله موارد قابل توجه است.

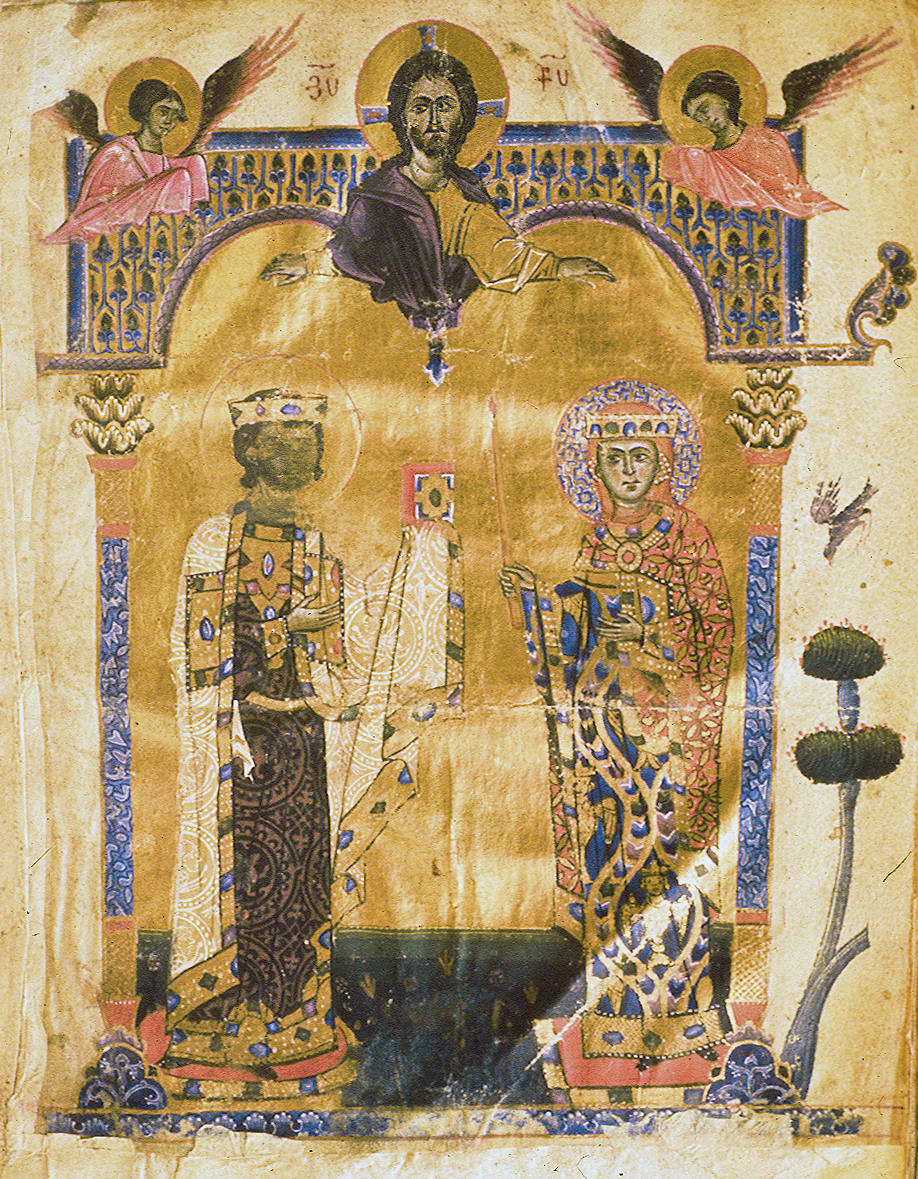
مراسم ازدواج شاهزاده لوون سوم با شاهزاده خانم کران، صفحه‌ای از انجیل روسلین متعلق به ۱۲۶۲ میلادی

در انجیلی متعلق به ۱۲۶۲ میلادی، که نام «روسلین» در آن به عنوان پدید آورنده به ثبت رسیده، هنرمند در این اثر تمام سعی و تلاش خود را برای رهایی از محدودیت‌های موجود در فرهنگ سده وسطی به کار برده است. استفاده از رنگهای متنوع و شاد، ایجاد تغییراتی درکشیدن تک چهره‌ها با استفاده از سایه روشنهای خاص و بهره‌گیری از شیوهای متفاوت در طراحی، همگی از جمله عواملی هستند که سبب ایجاد تغییراتی اساسی در مینیاتورهای موجود در این اثر شده‌اند. در این اثر نیز روسلین، در پاره‌ای موارد، تحت تأثیر هنرمندان مکاتب مختلف سده وسطی بوده اما به مانند آثار پیشینش نمادهای سنتی ارمنی جایگاهی خاص در مینیاتورهای او دارند و توروس با در کنار هم قرار دادن آن‌ها موفق به خلق شیوهای نوین شده‌است.
روسلین این تصویر را به صورت نمادی از مراسم ازدواج ارائه کرده. در بالای سر این زوج، چهرهٔ مسیح است در حالیکه دستهایش را به نشانهٔ تقدس قرار داده و در دو طرف او فرشتگانی به تصویر کشیده شده‌اند. روسلین در این اثر سعی داشته ذات مقدس خاندان پادشاهی را، به شیوه‌ای که در آثار بسیاری از هنرمندان سده وسطی مرسوم بوده، به تصویر کشد. طرح لباس شاهزاده خانم کران از لباس‌های ابریشمی ارمنی گرفته شده و دارای قسمت‌های رنگین کمان گونه‌ای به شیوهٔ کار بافندگان ارمنی در سده‌های وسطی است. در تصویر، شاهزاده خانم کران پوششی برسر دارد که برگرفته از سنت‌های ارمنی است و رسمی معمول در مراسم ازدواج آن دوره بوده و بیشتر عروسان با چنین پوششی در مراسم ازدواج و کلیسا حضور می‌یافتند.
معجزهٔ زنده شدن لازاروس به دست مسیح از موضوعات مورد توجه روسلین بوده که با استفاده از تصویر به بیان آن پرداخته و در عین سادگی، بیان واضحی از آن ارائه داده. این نقاشی تفاوت چندانی از لحاظ سبک و شیوه با آثار پیشین هنرمند ندارد و از جزئیات کمتری نیز برخوردار است اما استفادهٔ او از مختصات ویژه‌ای در تفسیر سادهٔ این واقعه سبب شده که این اثر اهمیتی خاص در عرصهٔ هنر مینیاتور ارمنی کیلیکیه داشته باشد.
روسلین در ۱۲۶۶ میلادی به کتابت، تزیین و نقاشی مجموعه‌ای از دعاهای روزانه و آداب مراسم مذهبی کلیسای سنتی ارمنستان، با عنوان «ماشتوتس» پرداخته. او در این اثر در جایگاهی فراتر از یک استاد مینیاتور قرار گرفته و با تأثر از حوادث زمان خویش با تکیه بر مبانی دینی و عرفانی اقدام به خلق آثاری کرده که در درون خود بسیاری از رنجها و دردهای ملت ارمنی را، در این برهه از تاریخ ارمنستان جای داده‌اند.
اثر دیگر روسلین، انجیلی است معروف به «مالاتیا» که بین ۱۲۶۷ تا ۱۲۶۸ میلادی، خلق شده‌است. انجیل مالاتیا شامل بهترین آثار مینیاتور روسلین است. ویژگیهایی که وی در خلق روحیات شخصیت‌های اثر به کار برده، نشان دهندهٔ مهارت و تسلط او در به تصویر کشیدن وقایع انجیل و درک وی از حوادث نقل شده در آن است. خروج روسلین از قید و بندهای هنری مرسوم در سده‌های وسطی، با استفاده از ترکیبی خاص، نوعی نوزایی را در اندیشهٔ وی نشان می‌دهد.

## نگارخانه

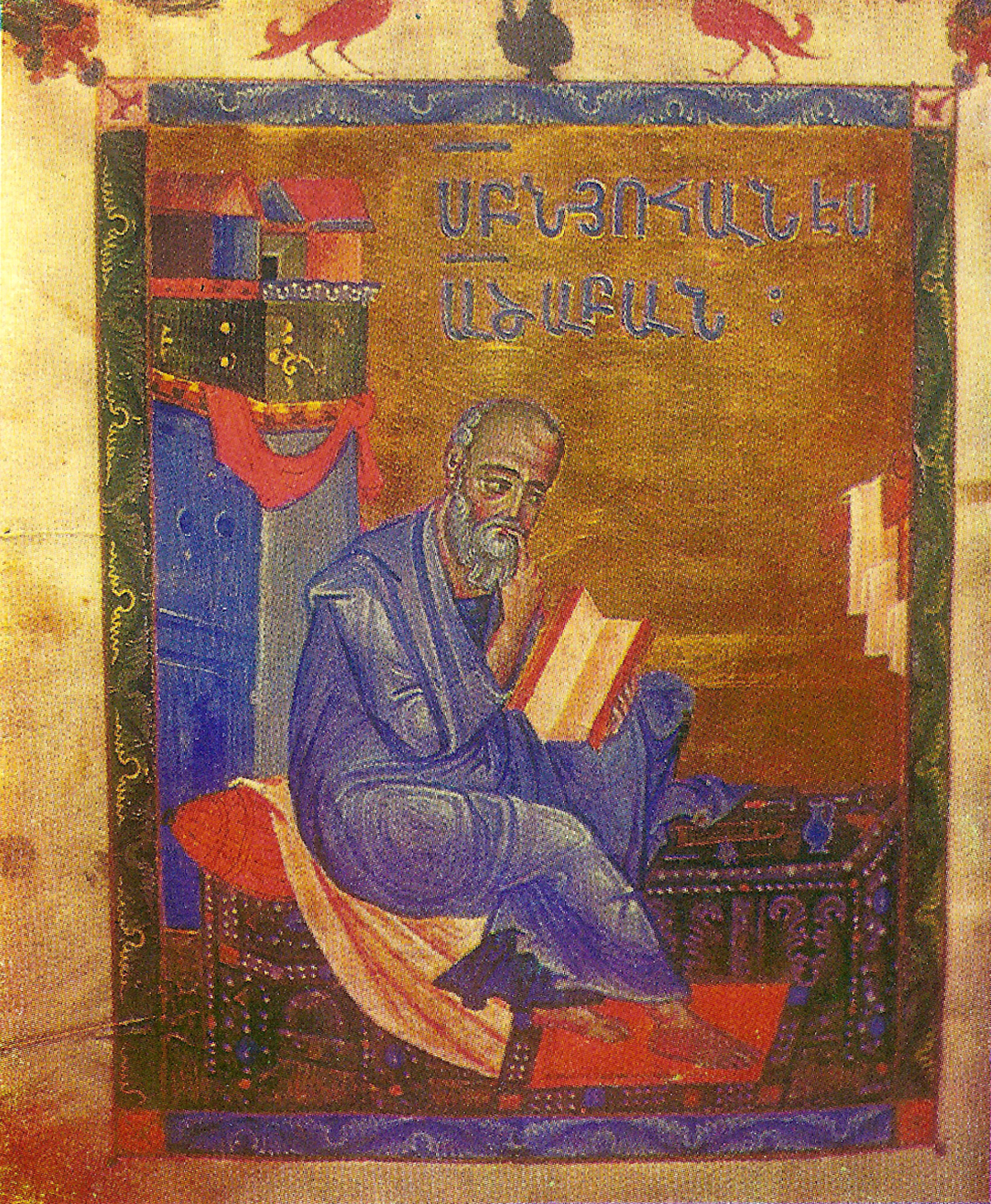
تصویر یحیی، صفحه‌ای از انجیل مالاتیا متعلق به ۱۲۶۸ میلادی
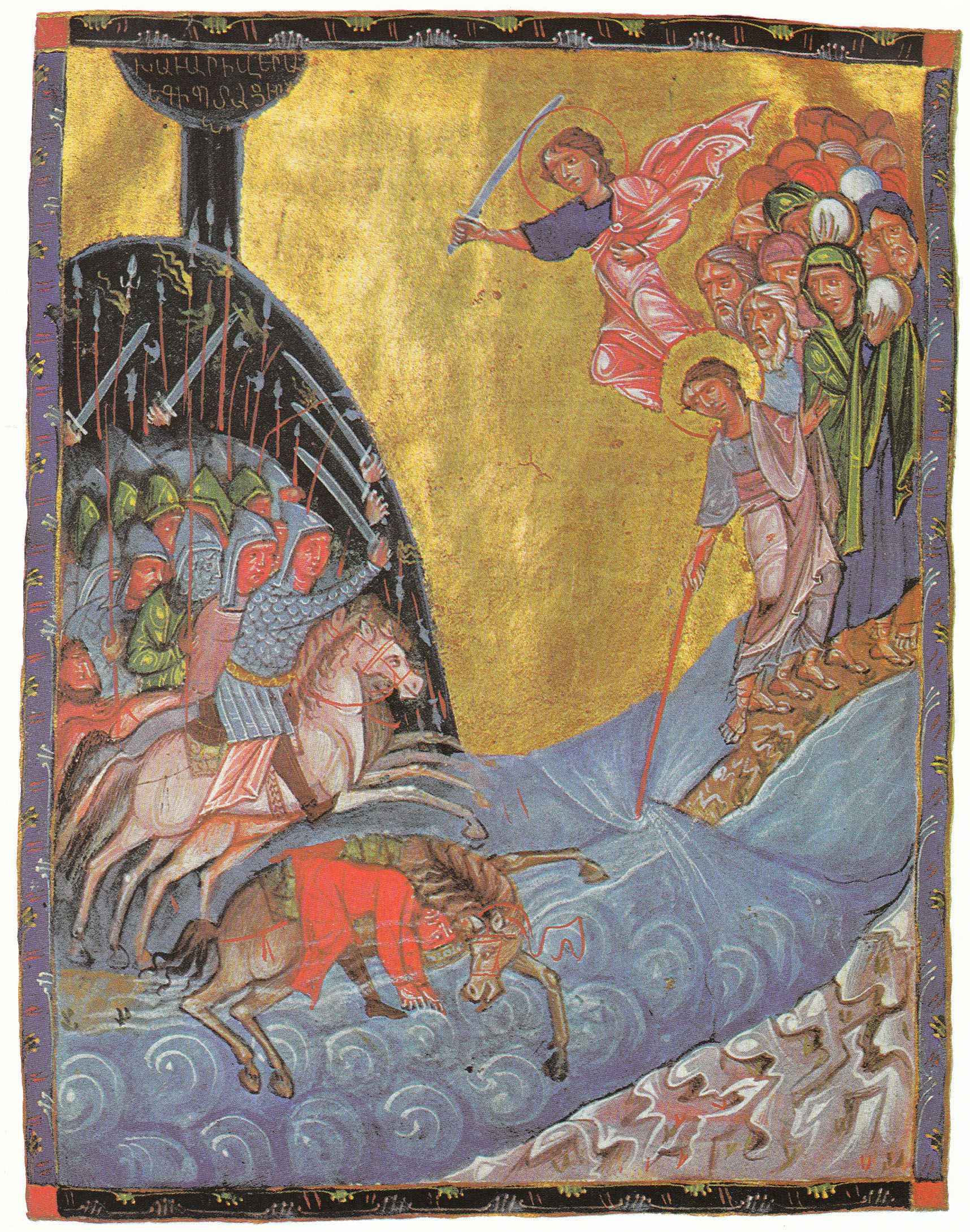
عبور از دریای سرخ، مسروپ ماشتوتس متعلق به ۱۲۶۶ میلادی
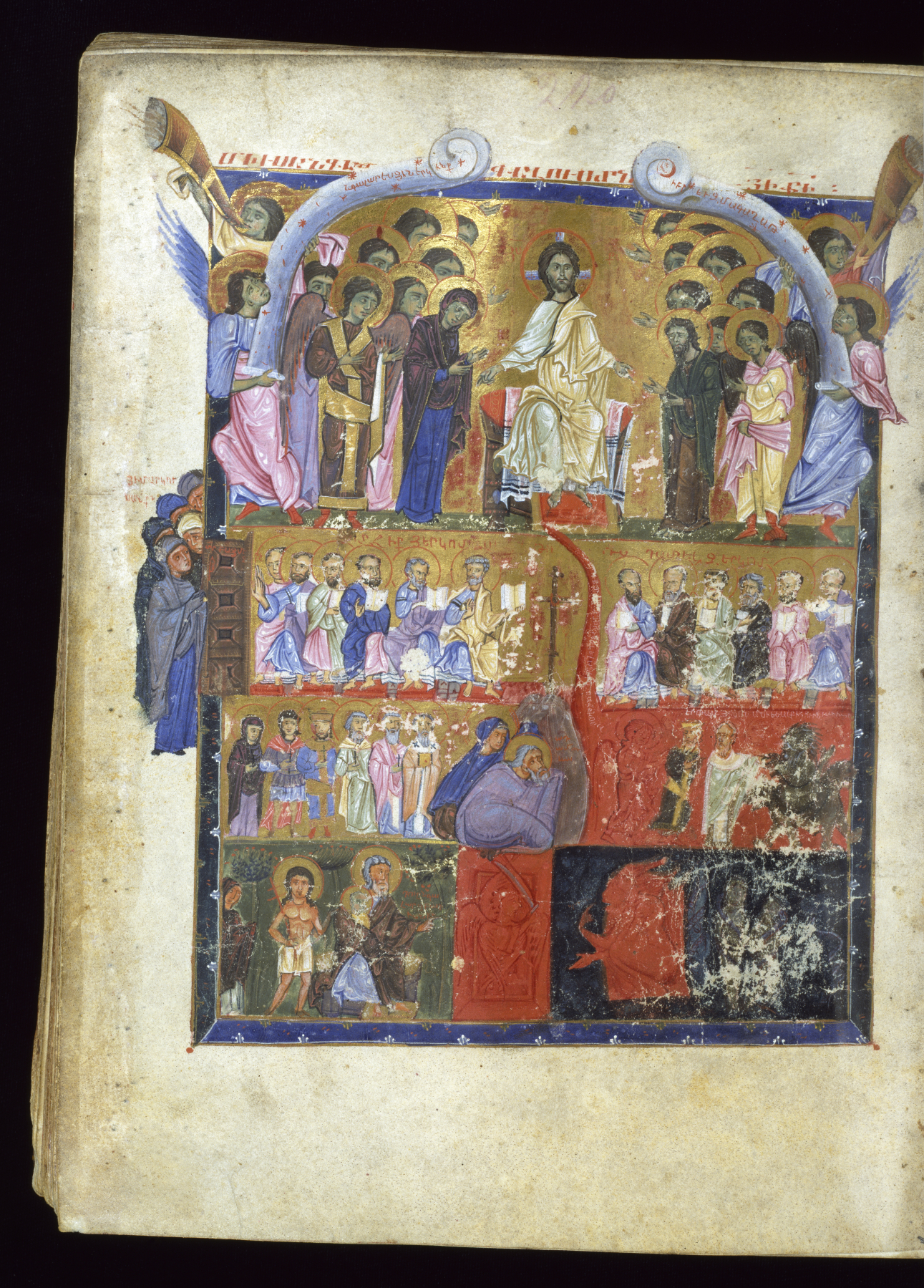
روز حساب،صفحه‌ای از انجیل روسلین متعلق به ۱۲۶۲ میلادی
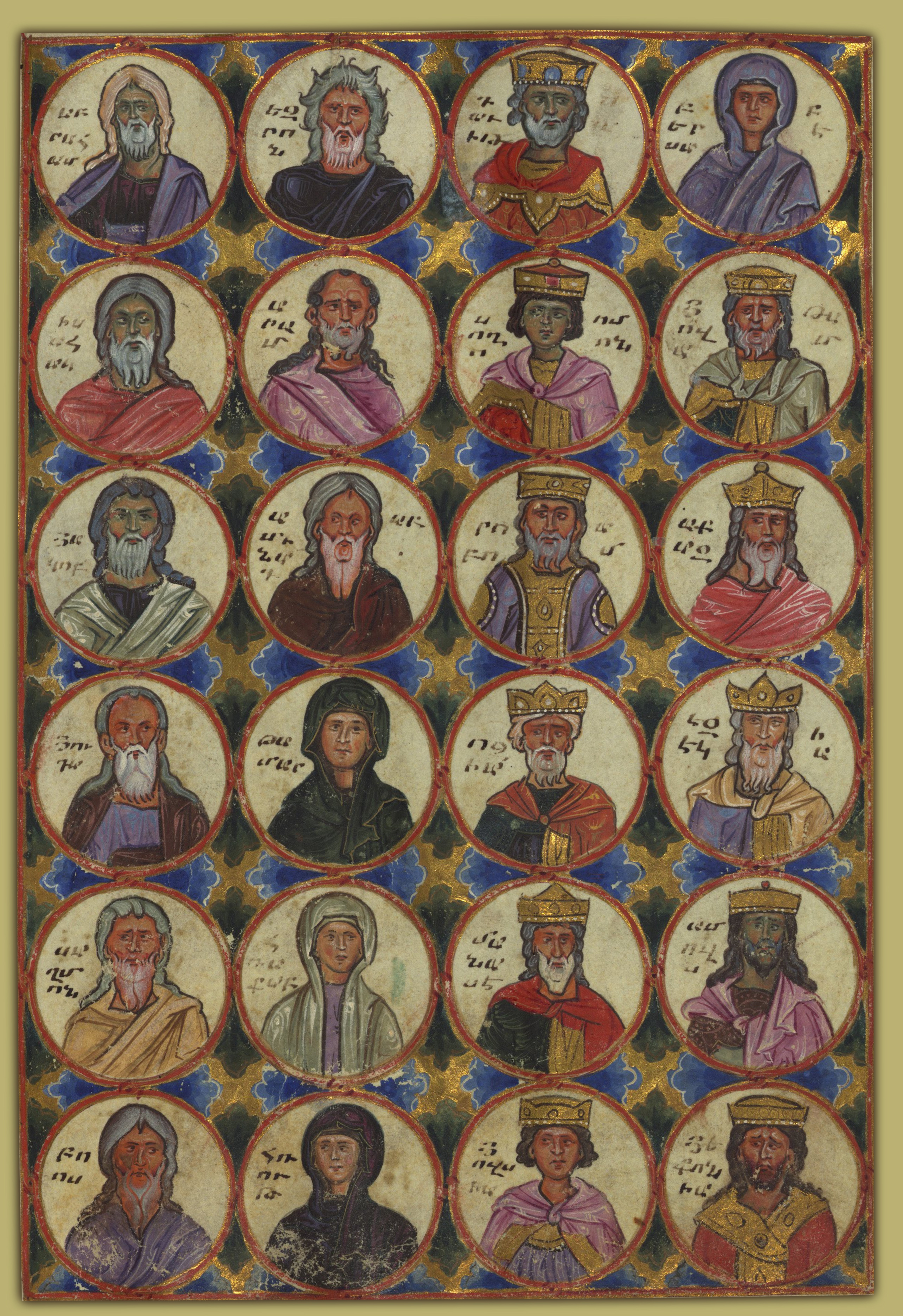
اجداد مسیح،صفحه‌ای از انجیل روسلین متعلق به ۱۲۶۲ میلادی
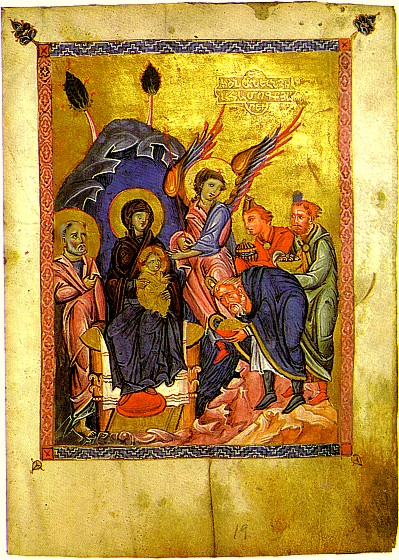
صفحه‌ای از انجیل مالاتیا
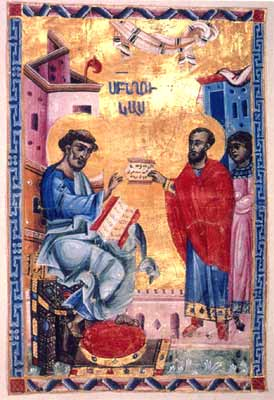
لوقا
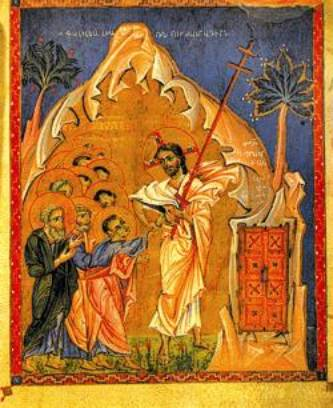
توما، صفحه‌ای از انجیل مالاتیا
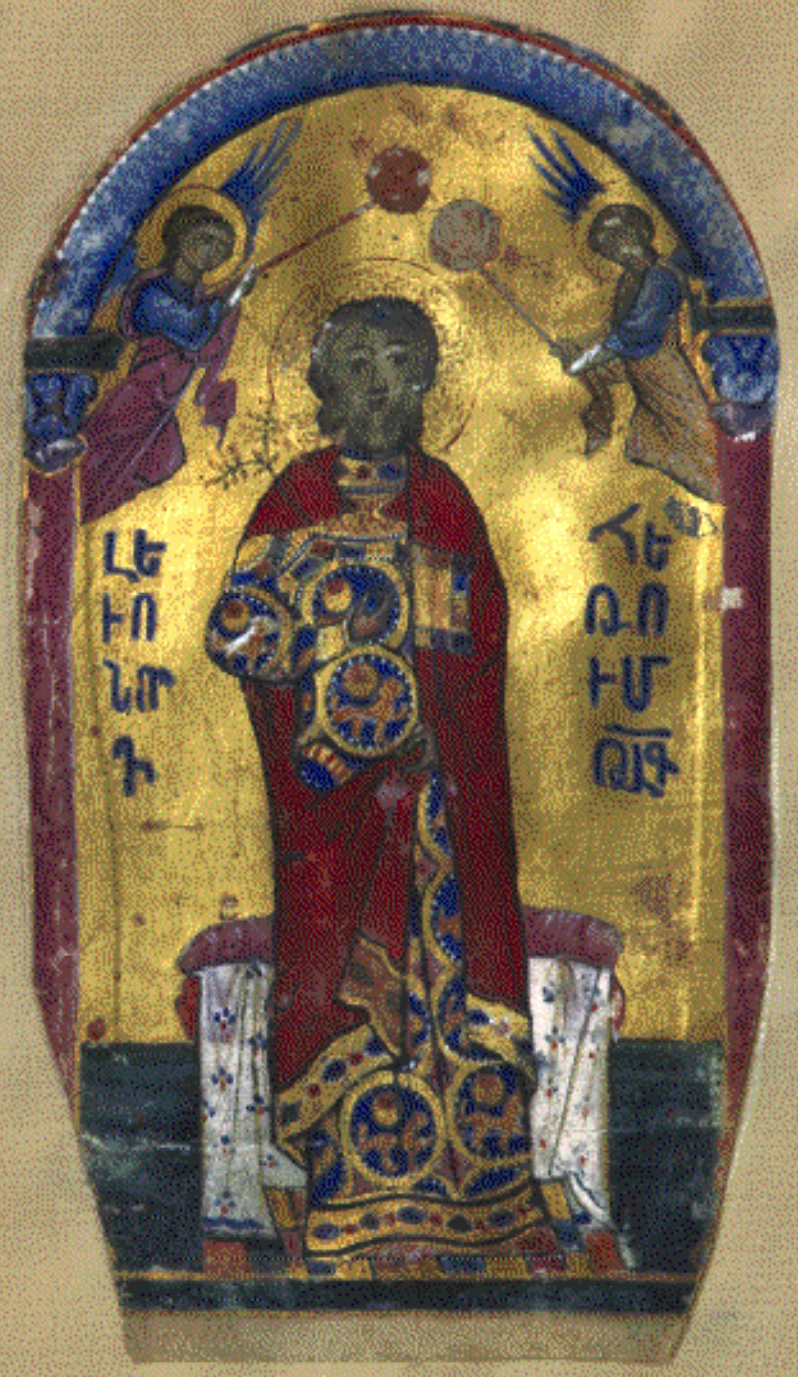
تصویر لوون سوم، متعلق به ۱۲۵۰ میلادی
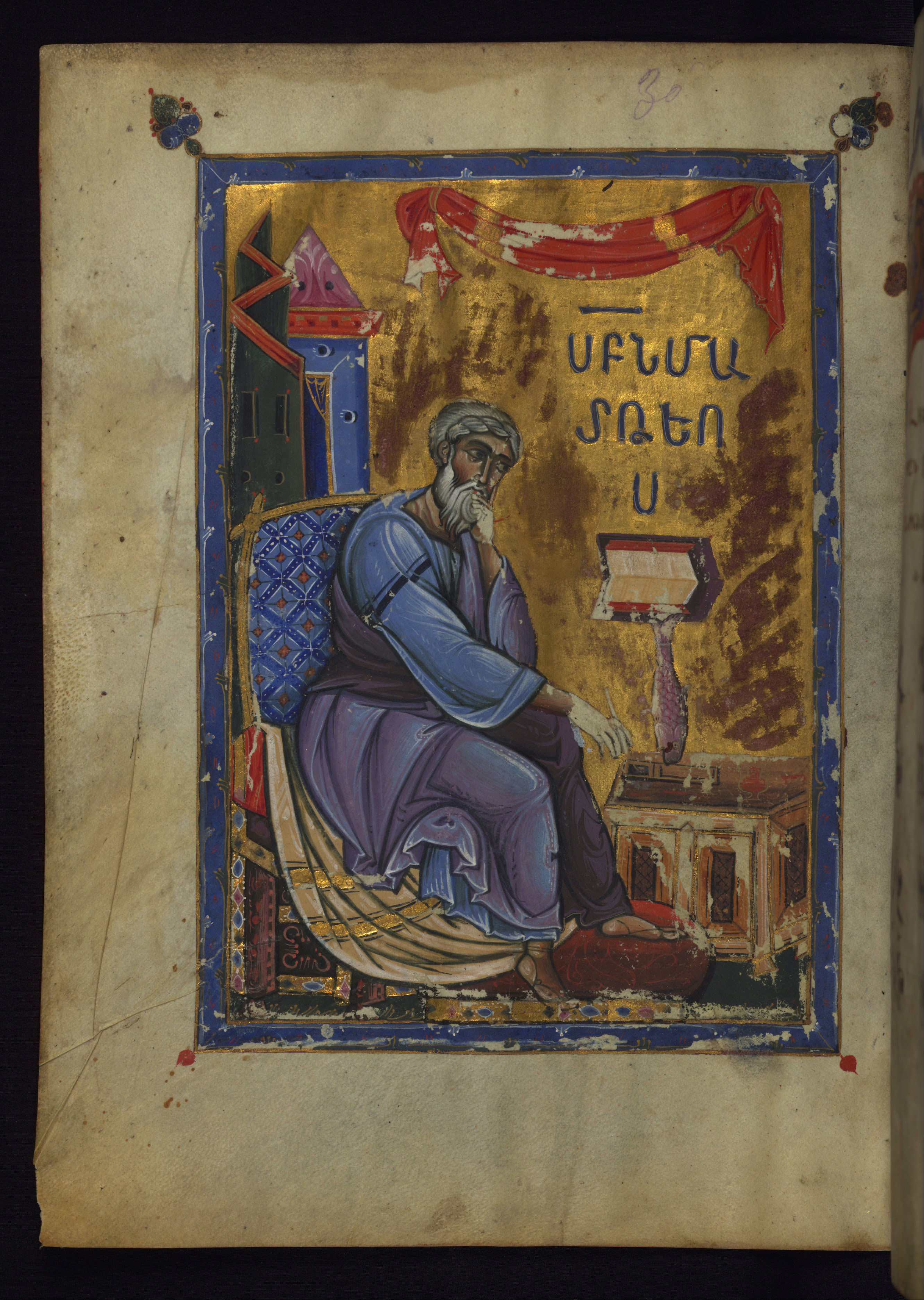
متی،متعلق به ۱۲۶۲ میلادی
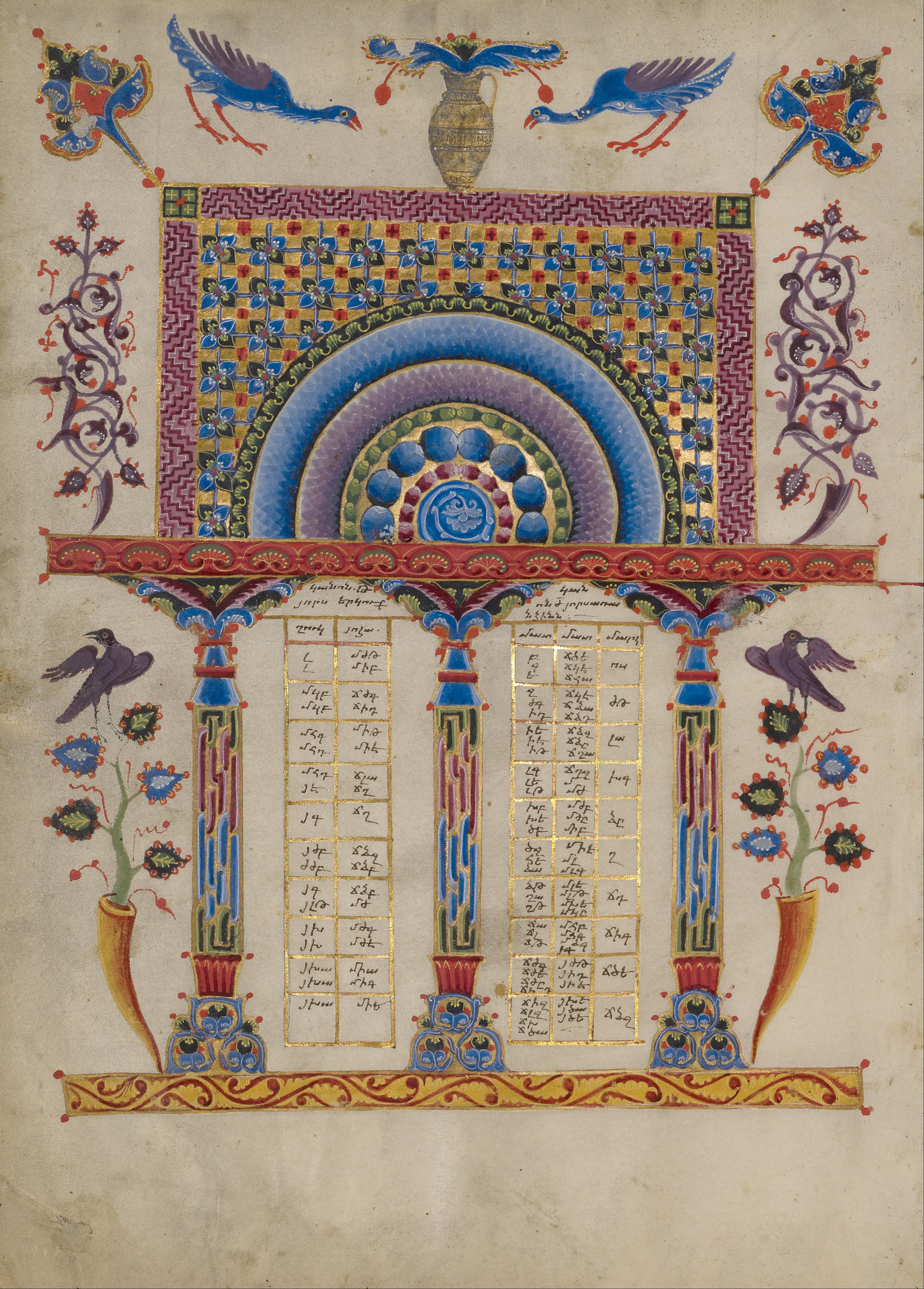
خوران
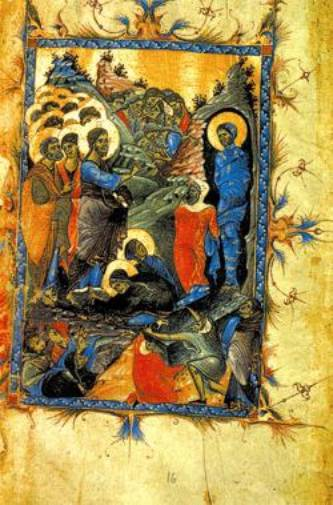
معجزهٔ زنده شدن لازاروس